# Anne Frank (2001)
Anne Frank ist ein 2001 veröffentlichter US-amerikanischer zweiteiliger Fernsehfilm über die Lebensgeschichte von Anne Frank (1929–1945). 
Der Film spielt in der Zeitspanne der Jahre 1939 bis 1945, beginnend mit Anne Franks Leben in Amsterdam kurz vor Beginn des Zweiten Weltkriegs, bis nach Kriegsende, das nur ihr Vater Otto Frank erlebt. Die Hauptrollen der Anne Frank und ihres Vaters Otto Frank spielten Hannah Taylor-Gordon und Ben Kingsley. Regie führte Robert Dornhelm.

## Handlung
Die zehnjährige Anne Frank lebt seit 1934 mit ihren Eltern Otto und Edith und ihrer älteren Schwester Margot im niederländischen Amsterdam, wo sich die aus Frankfurt am Main stammende deutsch-jüdische Familie ein neues Leben aufgebaut hat –  ihr Vater leitet zwei Lebensmittelfirmen in einem Gebäude in der Prinsengracht 263. Wie andere deutsche Juden – so etwa die befreundete Familie Goslar, deren Tochter Hannah eng mit Anne befreundet ist – haben auch die Franks Deutschland nach der Machtergreifung der Nationalsozialisten in Deutschland infolge des staatlichen Antisemitismus verlassen.
1939 befindet sich Europa durch den deutschen Überfall auf Polen wieder im Krieg und obgleich sich die Niederlande für neutral erklärt, wird das Land 1940 infolge des Westfeldzugs von Deutschland ebenfalls überfallen und besetzt. Durch die Anwendung der Nürnberger Rassegesetze werden die dort lebenden Juden nun auch hier sukzessiv entrechtet. 1942 beginnen die ersten Konzentrationen und Deportationen von niederländischen Juden zum Einsatz in Arbeitslagern. Otto Frank, der die Gefahr ahnt, in der sich auch seine Familie befindet, will untertauchen und richtet im Hinterhaus seines Firmengebäudes eine versteckte Wohnung ein. Eingeweiht sind vier seiner Angestellten: Miep Gies, Bep Voskuijl, Johannes Kleiman und Victor Kugler
Zu ihrem 13. Geburtstag am 12. Juni 1942 bekommt Anne von ihrer Familie ein Tagebuch geschenkt, dem sie fortan ihre Gedanken und Gefühle anvertraut. Als wenige Wochen später, im Juli 1942, Annes Schwester Margot zum Arbeitseinsatz aufgefordert wird, müssen die Franks in das vorbereitete Versteck untertauchen; ebenso zieht das Ehepaar Hermann und Auguste van Pels mit ihrem Sohn Peter ein; später folgt noch der Zahnarzt Fritz Pfeffer. Das Zusammenleben auf engstem Raum gestaltet sich für die acht Menschen – vor allem aufgrund ihrer unterschiedlichen Charaktere – schwierig, immer wieder kommt es zu Spannungen und Konflikten, die sich teils zu offenen Ablehnungen und Animositäten entwickeln und zu Unvorsichtigkeiten führen. Nach einem Vorfall wird der Verdacht des nicht eingeweihten Mitarbeiters Wilhelm van Maaren erregt; er mutmaßt, dass in der Firma Juden versteckt werden. Zeitgleich werden in den Niederlanden immer mehr Juden von den Nazis in Sammel- und Arbeitslagern gebracht, auch die Familie Goslar wird interniert.
1944 – Seit rund zwei Jahren leben die Versteckten im Hinterhaus. Zwischen Anne und Peter beginnt eine Liebesbeziehung. Im Juni schöpfen die Versteckten neue Hoffnung durch die Landung der Alliierten in der Normandie und ihren baldigen Vorstoß nach Osten Richtung Holland. Doch dann wird das Versteck gemeldet. Am 4. August 1944 werden die Familie Frank, van Pels und Pfeffer von der Ordnungspolizist aufgespürt und festgenommen; ebenso ihre beiden männlichen Helfer Johannes Kleiman und Victor Kugler. Die Versteckten werden zunächst ins Durchgangslager Westerbork gebracht. Hier lernt Anne die Schwestern Lin und Janny Brilleslijper kennen. Am 3. September 1944 werden alle Versteckten des Hinterhauses in das Vernichtungslager Auschwitz-Birkenau deportiert. Dort überleben sie alle die Erstselektion, werden jedoch nach Männern und Frauen getrennt. Infolge des sowjetischen Vormarsches an der Ostfront beginnen die Deutschen das Vernichtungslager zu räumen. Im Herbst 1944 werden Anne und Margot ins KZ Bergen-Belsen nach Deutschland deportiert, wo sie auch Auguste van Pels und die Schwestern Lin und Janny Brilleslijper treffen; ebenso trifft Anne ihre Freundin Hannah Goslar wieder, die mit ihrer Familie interniert ist. Im Februar 1945 erkranken Anne und Margot an Typhus.
Einige Wochen später nach Kriegsende. Otto Frank kehrt nach Amsterdam zurück und trifft Miep Gies und ihren Ehemann Jan. Er berichtet von seinem Überleben des KZ Auschwitz-Birkenau infolge der Befreiung durch die sowjetische Rote Armee. Seine Frau Edith starb wenige Wochen zuvor im Frauenlager des KZ. Otto Frank hofft auf das Überleben seiner Töchter. Von Janny Brandes erfährt er schließlich, das Margot und auch Anne das KZ Bergen-Belsen nicht überlebt haben. Miep Gies überreicht ihm Annes Tagebuch und Schriftstücke, die sie im Hinterhaus niedergeschrieben hat.
Der Film endet mit einer Rückblende der Schicksale der Untergetauchten und ihrer Helfer.

## Schicksal der Untergetauchten, ihrer Helfer und andere

### Untergetauchte des Hinterhauses
- Otto Frank überlebte den Holocaust und gründete 1957 die Anne-Frank-Stiftung. Er starb 1980 im Alter von 91 Jahren.
- Anne Frank starb im März 1945 im Konzentrationslager Bergen-Belsen. Sie wurde 15 Jahre alt.
- Margot Frank starb im März 1945 wenige Tage vor ihrer Schwester Anne. Sie wurde 19 Jahre alt.
- Edith Frank starb am 6. Januar 1945 in Auschwitz-Birkenau an Unterernährung. Sie wurde 44 Jahre alt.
- Peter van Pels starb im Konzentrationslager Mauthausen im Mai 1945, er wurde 18 Jahre alt.
- Auguste van Pels starb im April 1945 auf dem Transport nach Theresienstadt im Alter von 44 Jahren.
- Hermann van Pels wurde im Oktober 1944 in den Gaskammern von Auschwitz ermordet. Er wurde 46 Jahre alt.
- Fritz Pfeffer starb im Dezember 1944 im KZ Neuengamme bei Hamburg. Er wurde 55 Jahre alt.

### Helfer
- Miep Gies, ihr Ehemann Jan Gies, Bep Voskuijl, Johannes Kleiman und Victor Kugler wurden von der israelischen Holocaustgedenkstätte Yad Vashem als Gerechte unter den Völkern geehrt.

### Andere
- Anne Franks Freundin Jacqueline van Maarsen überlebte den Holocaust und starb 2025.
- Anne Franks Freundin Hannah Goslar und ihre kleine Schwester Gabi überlebten den Krieg und wanderten nach Palästina aus. Hannah Goslar starb 2022.
- Lin und Janny Brilleslijper überlebten den Holocaust.

## Hintergründe
Der Film, bei dem Robert Dornhelm Regie führte, basiert auf der von Melissa Müller verfassten Biographie (Das Mädchen Anne Frank. Die Biographie. Claassen Verlag 1998).
Zum ersten Mal wird in einem Film Annes Weg in die Lager Westerbork, Auschwitz-Birkenau und Bergen-Belsen dargestellt. Das KZ Auschwitz wurde in Prag detailgetreu rekonstruiert, und für die Prinsengracht 263 in Amsterdam – also die Straße, in der sich das berühmte Versteck im Hinterhaus befand – wurde eine Häuserzeile neu errichtet.
Aus über 500 Mitbewerberinnen wählte Dornhelm die bei den Dreharbeiten erst 14-jährige Britin Hannah Taylor-Gordon aus. Sie ließ sich ihre schwarzen Kopfhaare vor laufender Kamera schneiden und trat aus Zwecken der Authentizität in einer Szene teilweise nackt auf.
Aus rechtlichen Gründen durfte keine einzige Zeile des Tagebuchs von Anne Frank im Drehbuch erwähnt werden. FOX hatte die Rechte für eine Verfilmung kurz zuvor gekauft und plante, einen eigenen Film über das Thema zu drehen, was allerdings bis heute nicht verwirklicht wurde.

## Ausstrahlung in Deutschland
Im Jahr 2001 wurde Anne Frank: The Whole Story zweimal auf Premiere gezeigt. Im Free-TV lief er erstmals am 27. und 28. August 2004 auf VOX. Den ersten Teil sahen 1,42 Millionen Zuschauer, den zweiten Teil 1,46 Millionen.

## Auszeichnungen
Unter anderem war der Film für elf Emmy-Auszeichnungen nominiert, wovon er zwei gewann. Außerdem erhielt er drei Golden Globe Nominierungen.
Gewonnen (Emmy-Auszeichnung)
- Beste Ausstattung
- Beste Mini-Serie

Nominiert (Emmy-Auszeichnung)
- Beste Regie
- Beste Hauptdarstellerin
- Beste Nebendarstellerin
- Bester männlicher Nebendarsteller
- Bestes Drehbuch
- Beste Kamera
- Bester Schnitt
- Bestes Casting
- Bester Tonschnitt

## Trivia
- Lili Taylor und Hannah Taylor-Gordon sind nicht miteinander verwandt.
- In der Szene, in der Anne den Kindern im Durchgangslager Westerbork etwas vorliest, sind in der „Klasse“ Hannah Taylor-Gordons vier Geschwister zu sehen.